# Opere di Andrea Zanzotto
1951: Dietro il paesaggio

1954: Elegia e altri versi 

1957: Vocativo 

1962: IX Ecloghe 

1964: Sull'altopiano

1968: La Beltà

1969: Gli Sguardi i Fatti e Senhal

1970: A che valse? (versi 1938-1942)

1973: Pasque

1976: Filò

1978: Il Galateo in Bosco

1983: Fosfeni

1986: Idioma

1991: Fantasie di avvicinamento

1994: Aure e disincanti nel Novecento letterario

1996: Meteo

2001: Sovrimpressioni

2004: La storia dello zio Tonto o del Barba Zhucon

2005: Colloqui con Nino

2007: Eterna riabilitazione da un trauma di cui s'ignora la natura

2009: Conglomerati - In questo progresso scorsoio - Qualcosa di necessariamente futile

2011: Ascoltando dal prato. Divagazioni e ricordi - Il mio Campana

2012: Haiku for a season / Haiku per una stagione
Questa pagina contiene un'analisi critica delle opere di Andrea Zanzotto.

## Le raccolte di versi

### 1951 -Dietro il paesaggio
Con le poesie scritte tra il 1940 e il 1948, che verranno pubblicate da Mondadori nel 1951 in raccolta con il titolo  Dietro il paesaggio , Andrea Zanzotto concorre a Milano, nel 1950, al premio San Babila per la sezione inediti iniziando così a farsi conoscere dall'ambiente letterario del momento. La giuria era composta da Giuseppe Ungaretti, Eugenio Montale, Salvatore Quasimodo, Leonardo Sinisgalli, Vittorio Sereni.
Questa prima raccolta poetica, come scrive Giulio Ferroni, "[...] mostra una precisa continuità con la tradizione della lirica novecentesca, con forme e schemi del linguaggio dell'ermetismo: come nella poesia ermetica, si attraversano qui paesaggi naturali, reali e fittizi, scoprendo sottili sfumature e segrete risonanze."
Il titolo, sempre significativo nella poesia di Zanzotto, mostra appunto un paesaggio dove "l'io si muove scisso e sottratto a sé stesso [...]" e nel quale l'autore "vi cerca una protezione, un rifugio materno e infantile: ma non trova un'immediata e felice identificazione, si limita piuttosto a guardarlo da «dietro», da una prospettiva laterale, in una visione che s'allontana:
«Qui non resta che cingersi intorno il paesaggio
qui volgere le spalle»

#### Struttura e tematiche
Il paesaggio dunque, come scrive Giuliana Nuvoli si presenta "[...] come alter ego dello scrittore, metalinguaggio, limite spaziale, riferimento costante e controprova della sua esistenza: quel brano di vallata del Piave e il Montello - il paesaggio, appunto - sarà l'unica cosa a durare nella disgregazione ineluttabile delle cose. E si fanno, qui, già precisi i nomi: Lorna, Dolle, Soligo; ed a loro, con fedeltà patetica e talvolta allucinata, resterà sempre attaccato Zanzotto, per una verifica che si possa dare come probabilmente vera."
La raccolta è divisa in tre sezioni - Atollo, Sponda al sole, Dietro il paesaggio.
Dopo una visione d'insieme e poco precisa del paesaggio in Atollo, i suoi contorni diventano più precisi, più nitidi e puntuali in Sponda al sole per arrivare a una simbolica rappresentazione degli elementi naturali nel loro umanizzarsi nell'ultima sezione Dietro il paesaggio.
In esso, come visione di poesia e di indagine, vi sono le più diverse annotazioni di eventi, persone e cose. L'unico che resiste alla mutazione della trascrizione poetica è il paesaggio dal quale bisogna partire per ogni racconto dell'esistenza e ad esso ritornare, per non perdersi nel disfacimento dell'esistenza.

##### Atollo
In Atollo varie sono le tematiche, ma su tutte domina quella della solitudine, una solitudine di stampo leopardiano che genera angoscia e alla quale come unico sollievo è data la natura. Una natura non ancora divenuta paesaggio anche se di questo possiede già una certa solidità.

##### Sponda al sole
In Sponda al sole la consapevolezza delle cose si tramuta in una grande gioia di esistere.

Vi è in queste liriche, come nelle altre non frequenti d'amore di Zanzotto, un'insolita solarità d'immagini e l'amore nasce da questa corrispondenza con un paesaggio che è divenuto persona per cancellare, con la sua tangibilità consolatoria, le ansie e le angosce. 

##### Dietro il paesaggio
Nella terza sezione, Dietro il paesaggio, il rapporto con il paesaggio non è più di amore ma si va riempiendo di tristezza e l'ego non coincide più con l'oggetto amato e amante e tutto diventa precario, dove questo aggettivo è da intendersi non tanto rivolto al paesaggio, ma al modo nuovo di porsi di fronte ad esso.
Vi è in essa la coscienza di una solitudine nuova e nella lirica che chiude la raccolta, Nella valle, la parola valle diventa elemento di precisa connotazione di carattere rassicurante e nello stesso sembra rimandare ad un luogo di smarrimento e di paura.
Questa presenza dell'ignoto, che rimane fino a La Beltà, si accompagna alla disgregazione del linguaggio.
Da una parte, quindi, la consapevolezza che ogni tentativo di approccio conoscitivo con gli oggetti non può avvenire a causa del loro continuo fuggire e dall'altra parte il desiderio, al quale non si riesce a rinunciare, di impadronirsene come elemento di identificazione.
Ed ecco quindi il percorso della nevrosi: sapere di fallire e nello stesso tempo illudersi di essere riusciti a stabilire almeno un contatto.

### 1954 -Elegia e altri versi
La breve raccolta Elegia e altri versi uscita nel 1954 a distanza di tre anni da "Dietro il paesaggio", conferma i caratteri della prima e in essa continua la contrapposizione tra solitudine e affinità con il paesaggio, anche se, al confronto con la precedente raccolta, si avverte un deciso mutamento dei moduli stilistici che risultano cristallizzati al negativo.
In essa troviamo una semantica sempre negativa, anche se il "rifiuto", inteso come alienante, non è stato ancora raggiunto.
Vi è nel linguaggio di questi versi l'uso del medesimo lessico e l'utilizzazione delle figure retoriche come la paronomasia (giace/soggiace, basso/trema/trema e s'abbassa), la sinonimia (nozze/matrimonio), l'homoeoprophoron in un discorso senza pause né slegature dove l'io e il paesaggio si alternano incapaci ormai di ogni contatto.

### 1957 -Vocativo
La raccolta Vocativo, che esce nel 1957 tre anni dopo "Elegia e altri versi" è costituita da due parti intitolate Quasi una bucolica e Prima persona e si presenta con il solito aggancio formale. Infatti il terzo e il sesto componimento riprendono nel titolo (Piccola elegia ed Elegia del venerdì) il termine della precedente raccolta, mentre il primo (Epifania) ripete il lessico e l'oggetto della poesia, cioè il paesaggio.

In Vocativo però la posizione dell'io nel suo difficile rapporto con la realtà emerge con maggiore evidenza e in essa, Zanzotto si rivela molto più vicino a Montale che agli ermetici.
Sul filone dell'elegia nasce un nuovo canto che, dopo la definitiva connotazione negativa del paesaggio in Elegia e altri versi, trasferisce alla psiche l'esistenza delle cose configurandosi come l'unico dato certo dell'esistenza e dei significati.

In questo caso Zanzotto è molto lontano dalla posizione dei "Novissimi" coi quali egli polemizza in una recensione del 1962
Il linguaggio di Zanzotto, che proprio con Vocativo inizia la sua disgregazione, non ha niente a che fare coi non - senso di Pagliarani, Sanguineti, Balestrini, Porta, ma è una riduzione al grammaticalismo dove vi è sempre la tentazione della parola anche quando la si dichiara impossibile.
Ed è in Vocativo che si può fissare il punto di arrivo e quello di partenza nella produzione poetica di Zanzotto. Il tentativo di evitare la nevrosi è fallito ed ora, nella piena coscienza del fallimento, l'autore inizierà un discorso nuovo nel quale ci sarà meno spazio per la paura ma maggior spazio per un feroce e lucido esame della condizione umana ormai dispersa.

### 1962 -IX Ecloghe
Le IX Ecloghe furono scritte tra il febbraio del 1957 e l'ottobre del 1960 ed uscirono alla stampa nel 1962, nella collana de "Il Tornasole". Con questa opera Zanzotto si allontana dalla recente tradizione novecentesca per confrontarsi con il genere letterario dell'antica poesia pastorale che possa rappresentare il perfetto paesaggio bucolico dell'Arcadia letteraria. Ma su questo paesaggio, splendido e fittizio, accanto ai temi e ai luoghi apparsi nelle precedenti raccolte si insinuano tutti i segni della modernità con gli echi della realtà cittadina e del mondo industriale.
La raccolta contiene oltre al Prologo (Un libro di Egloghe) e ad un Epilogo, che è articolato in due componimenti, nove ecloghe ognuna delle quali accompagnata da una lirica tranne la IV che ne ha nove.
Si tratta pertanto di una struttura con una ben precisa architettura di gusto medioevale che, nel rispetto dei numeri magici o sacri (1, 9, 1+1) si pone in voluto contrasto con i ritmi e le figurazioni di tipo surrealista, con il metalinguaggio, con l'ironia costante.
Con la I Ecloga (I lamenti dei poeti lirici) inizia la costante tematica dell'intero libro e il discorso critico sulla poesia, dove l'autore pone con molta lucidità il problema di un senso della poesia e nello stesso tempo denuncia come non-senso ogni tentativo in questa direzione.
Nella II Ecloga (La vita silenziosa) il poeta mette in evidenza come la poesia sia l'ultima spiaggia a cui tendere come strumento di conoscenza in senso storico.
Protagonista della III Ecloga (La vendemmia) è ancora il rapporto storia/poesia nella sua descrizione di un paesaggio nostalgico e puro.
Nella IV Ecloga (Polifemo, Bolla fenomenica, Primavera) viene rappresentato il contrasto tra il poeta che desidera cambiare e la poesia tradizionale che è cristallizzata nei suoi temi e nelle sue forme.
Dopo l'appendice alla IV Ecloga (Miracolo a Milano) si ha un Intermezzo di otto liriche che prendono l'avvio da elementi molto connotati del paesaggio (quercia, viottolo, nubi, fiume, boschi, monti) per poter giungere all'identificazione dell'"io-poeta". Ma subito dopo avviene una rottura improvvisa e si evidenzia l'"io" ignoto dato da significati che non hanno niente a che vedere col significante (e in questo modo si avverte la piena adesione alle teorie di Lacan). La ricerca disperata poi dell'"io" significante terminerà nel nulla, ma in un nulla che viene disperatamente creduto come esistente (Così siamo).
Nelle Ecloghe V e VI viene riproposto il tema del rapporto tra paesaggio/io, io significante/io significato.
Nella VII Ecloga (Sul primato della poesia) il poeta risponde in una lingua ancora capace di tradurre il paesaggio affermando così che, anche se finzione, la poesia ha un senso.
Questo concetto diventerà più chiaro nella VIII Ecloga dove, nel metro del sonetto Notificazione di fede, viene costituita una vera professione di fede.
Nell'Ecloga IX (Scolastica) tutti i modi e i temi delle seguenti produzioni vengono anticipati e il poeta termina la sua lunga interrogazione sulla natura della poesia.

### 1968 -La Beltà
Zanzotto raggiunge con la raccolta  La Beltà  del 1968 la sua piena maturità espressiva dove le parole finalmente vivono di forza propria e dove il messaggio contenuto è che non esiste niente che abbia un senso proprio e pertanto non ha importanza che esista un significato e un significante, ma solo il fatto che le cose accadono e che l'uomo si illude di poter creare dei nessi logici e delle associazioni di causa/effetto. Come scrive Stefano Agosti «Con La Beltà il rapporto significante/significato si rompe. Il significante non è più collegato a un significato, o a molteplici significati possibili, ma si istituisce esso stesso come depositario e produttore di senso».
La lirica di apertura all'opera, intitolata Oltranza oltraggio, è chiarificatrice dell'analisi che Zanzotto fa per individuare i modi della costruzione poetica.
Il titolo sta a significare "cosa che va oltre il limite e la sopportazione" e Zanzotto riesce ad ottenere l'effetto di "alterità" con costruzioni chiuse, strutture circolari e concentriche, rispetto della simmetria, uso dell'allitterazione ossessionante, di neologismi e di frequenti anafore.
L'anafora soprattutto, che è spesso una congiunzione disgiuntiva, o dubitativa, o una preposizione, diventa un'interrogazione ingenua di bambini che si tramuterà più tardi in singhiozzo di angoscia al sapere che non ha risposta.
In quest'opera Zanzotto gioca abilmente con la tecnica letteraria e il fluire di una memoria che, lasciata andare a sé stessa, è capace di combinazioni sorprendenti.
Diventa quindi inesatto parlare, per il poeta, di disgregazione del linguaggio, in quanto egli non disgrega ma cambia solamente l'abituale nesso logico delle sequenze sintattiche e dei fonemi.
Avviene pertanto la scomposizione del lessico e il gusto di riscoprire un linguaggio atavico, quello che le madri, in Veneto, usano vezzeggiando i piccoli: il petél.
E nel momento in cui il poeta dichiara l'impossibilità di qualunque rapporto (con gli uomini, con le cose, con il mondo) diventa importante il ritorno ad una fase alalica per poter reinventare tutto attraverso un rapporto di amore, nella considerazione che le cose e il mondo non sono altri da sé ed esterni all'io, ma derivazioni dell'io in un rapporto di madre/figlio dove il dialogo non viene sprecato in miriadi di parole vuote e sfalsanti.

### 1969 -Gli sguardi i fatti e senhal
Gli sguardi i fatti e senhal è un poemetto di settantanove battute, pubblicato il 30 settembre 1969 a Pieve di Soligo in cinquecento copie
che si presenta come uno dei più intensi momenti della poetica di Zanzotto. "Qui egli intreccia battute di voci diverse, secondo uno schema ricavato dalla prima delle tavole di Rorschach, (consueto strumento di lavoro degli psicologi); il sovrapporsi di voci dà luogo a un movimento incessante attorno al  senhal  (nome fittizio usato nella poesia dei trovatori, "segnale" o "simbolo"), figura dell'origine, dell'assenza intorno a cui, secondo Lacan, ruota ogni forma di linguaggio.
La struttura formale dell'opera è spiegata dallo stesso autore nella nota-proemio che sottolinea la polisemia del testo con quattro interpretazioni ed altre ancora possibili.
"Protocollo relativo alla prima tavola di Rorschach, specialmente al dettaglio centrale; oppure: cinquantanove interventi - battute di altrettanti personaggi (meglio che di uno solo) in colloquio, a modo di «contrasto», con un'altra persona, stabile, che parla tra virgolette, e che è lo stesso dettaglio centrale. Ma anche: panorama su un certo tipo di filmati di consumo e chiacchiere più o meno letterarie del tempo. E ancora: frammenti di un'imprecisa storia di avvicinamento umano alla dea-luna, fino al contatto. Ecc.".
La notazione più evidente è la terribile violenza di questo testo dall'alta musicalità del verso (musica difficile al profano come la musica dodecafonica o la musica elettronica) incisiva e creata per scuotere e non divertire.
In questo poemetto vi è la denuncia della violenza in ogni sua forma, in ogni tempo e contro ogni essere (violenza è sapere che tutto deve finire, che le selve e le nevi credute a portata di mano sono invece irraggiungibili; violenza è l'essere bombardati, condizionati e schiavizzati dai mass media, dagli slogan, dallo stress di una corsa senza tregua) che si materializza nella creazione di un coro da tragedia greca con le sue corpose immagini e la sua scenografia degna di un thrilling con i colori - bianco, rosso, nero - di Federico García Lorca.
Ed è nel leggere quest'opera che vediamo come Zanzotto riesca ad anticipare, (con il lessico, i termini e le immagini), opere o avvenimenti che accadranno solo a distanza di anni dimostrando in questo modo l'estrema attenzione riposta ai problemi della sua epoca.
Un primo esempio è l'opera di Luigi Nono, rappresentata alla Scala di Milano il 10 aprile 1975, intitolata  Al gran sole carico d'amore  dove si trova la stessa finalità e cioè la denuncia della violenza in tutte le sue manifestazioni.
Un altro esempio è il film A Venezia... un dicembre rosso shocking, anch'esso del 1975, nel quale si ritrovano gli stessi motivi di Zanzotto: la neve macchiata di sangue, la morte avvenuta per accoltellamento, il camminare sino alla spossatezza (e tanti altri elementi troppo lunghi da elencare).

### 1970 -A che valse? (Versi 1938-1942)
A che valse? (Versi 1938-1942) è un volumetto composto da quindici liriche che l'autore sceglie tra quelli scritti poco prima di Dietro il paesaggio o contemporanei ad esso per regalare agli amici come strenna di fine anno.
Essi vengono stampati dall'editore Vanni Scheiwiller nel 1970 in tiratura limitata e fuori commercio.
In essa si trovano quartine in settenari, rimati o assonanzati, il cui modulo potrebbe rinviare alla tecnica di Alfonso Gatto ("La deserta stagione/nell'acqua dei cortili/le sue gioie scompone/precipita dai clivi"; "Le mie vene febbrili/tanta linfa ristora/che l'oblio degli esili/gli affanni miei colora"), eppure più che una similarità di cadenze, la lezione di Gatto si ritrova negli scorci analogici, quasi al limite della surrealtà.
Questa raccolta non ha un filo logico perché è priva di una tematica autonoma ed è più che altro guidata da fantasie letterarie. 
 La poesia è spesso fatta d'immagini violente, di allucinazioni, di simboli, di colori forti e di odori intensi e ricorda la poesia dei surrealisti e la poesia francese della seconda metà dell'Ottocento.

### 1973 -Pasque
Pasque escono nel dicembre del 1973 e subito si presentano come il simbolo della nuova poesia zanzottiana che ha comunque le sue anticipazioni in tutte le opere precedenti.
La raccolta è articolata in due sezioni: I misteri della pedagogia e Pasque.

#### I misteri della pedagogia
La prima delle due sezioni si apre con una lirica ironica, tagliente e sconsolata come verifica di un atto, il rapporto docente/discente, che non ha di per sé un senso dal momento che la pedagogia, intesa come studio dei modi di trasmissione dei dati di una realtà istituita, è impossibile dal momento che non possono esistere codici per una realtà che non è affatto istituita.
A questa prima contraddizione se ne aggiungono altre come, ad esempio, il divario tra il codice del docente di una realtà che muta nel momento in cui viene enunciata a persone che sono già in una realtà differente, o la contraddizione che è insita nello stesso atto del comunicare perché la parola enunciata non è la stessa recepita dal discente e il carattere socio-psicofisiologico di entrambi lo deformano senza scampo, rendendo quindi del tutto inutile il risultato della trasmissione.
Se si legge poi Per lumina, per limina si vede che la cultura, intesa come dati raccolti in secoli, si frantumano sia per l'impossibilità di essere recepiti, sia per il dilagare di un'assurda produzione di segni e di codici che pretendono di tradurre il reale.
Ma alla disgregazione totale, questa volta, Zanzotto propone un'alternativa che stacca graficamente dal corpus della lirica ponendola in un angolo a destra come per evitare che venga soffocata
È questa una dolcissima metafora che è il risultato dell'amore disperato, unico antidoto alla disperazione/distruzione. È il "chaleur maigre et glabre" di Paul Éluard, l'ingenuità del bambino che non ha ancora imparato ad odiare solamente.

#### Microfilm
Tra I misteri della Pedagogia e Pasque vi è Microfilm che, come lo stesso Zanzotto indica in nota, non si tratta di [...] invenzione (e tanto meno «poesia»): ma semplice trascrizione (ammesso che sia possibile) di un sogno, in cui era compreso anche il commento e probabilmente molto di più della pochezza e casualità che qui ne appare. Aggiunta solo la data."

#### Pasque
Dopo Microfilm vengono le Pasque con le sue prime quattro liriche taglienti per arrivare alla lirica: La Pasqua a Pieve di Soligo un poemetto in versi in cui i tredici personaggi corrispondono a "lettere dell'alfabeto ebraico, secondo l'usuale trascrizione, come apparivano per distinguere i versetti delle Lamentazioni di Geremia nei libri di preghiere per il tempo pasquale".
Zanzotto racconta questa Pasqua in un mistilinguismo tutto nuovo, dove la difficoltà di lettura sta a significare la difficoltà del comunicare, difficoltà che esiste, anche se con modalità differenti, in questa società.

### 1976 -Filò
La raccolta, uscita nel dicembre del 1976 con il titolo "Filò" si articola in due parti: nella prima parte vi è la lettera-invito di Federico Fellini
scritta nel luglio del 1976 prima di iniziare il doppiaggio del film Casanova nella quale il regista chiedeva a Zanzotto consigli sull'uso della lingua veneta e del suo uso nel film oltre due componimenti inseriti nel Casanova: Recitativo veneziano pronunciato in una Venezia da incubo e Cantilena londinese, filastrocca in cui domina il petél zanzottiano.
Nella seconda parte, oltre a Filò, è presente una nota-chiave ai testi.
Tutti i componimenti in versi sono in dialetto, di una vaga koinè veneta i primi due, in solighese Filò.
L'autore spiega la sua scelta linguistica, quella del dialetto, come ricerca di una zona di libertà e creatività da contrapporsi con "l'italiano illustre e monumentale". Dialetto quindi come ritorno ad un "ego-nepios"
come simbiosi infanzia-dialetto della quale l'Elegia in petèl era stata l'anticipazione lampante.

 Il recitativo veneziano riporta in testo il rito d'inizio inventato da Fellini (il Casanova infatti è anteriore ai componimenti). La scena si svolge di notte sul Canal Grande e bisogna tirare fuori dalle acque una nera, gigantesca testa femminile. Le prime cinque sestine, più la preghiera del doge fra la prima e la seconda, hanno funzione propiziatoria. La testa inizia ad emergere ma subito cominciano a cadere i pali e le funi e la testa si inabissa. Altre cinque sestine sono dedicate a questo sprofondarsi, le acque si chiudono e il coro scandisce il fallimento del rito.
La Cantilena londinese viene cantata da una gigantessa veneta finita in un lurido Luna Park londinese che si trova seduta in una grande tinozza per il bagno e si immagina piccola, bella e fragile.
La parte centrale di Filò è rivolta alla terra, la sua terra delle dolci colline del Solighese, il greto del Piave e, dietro, il Montello dove il dialetto diventa l'io-infanzia che si sta dissolvendo e che lascia il posto a mostri che l'uomo sta costruendo dimentico ormai di cercarsi avvicinandosi al momento in cui si perderà.
Nel Congedo, nonostante il pessimismo degli ultimi versi si sente nascere una piccola speranza, quella che accada, un giorno, che il parlare diventi comprensibile e si verifichi un miracolo: quello della comunicazione.

### La trilogia
Nella successione delle tre raccolte (Il Galateo in Bosco, Fosfeni, Idioma) che formano quella che viene considerata la sua trilogia, Zanzotto pare ripercorrere nuovamente il cammino verso una poesia comunicativa grazie alla freschezza del dialetto.

Nel passare da una raccolta all'altra il poeta procede immergendosi dapprima nell'oscurità del bosco e della terra, poi innalzandosi verso immagini di gelida perfezione fino al ritrovamento, grazie al dialetto, di una comunicazione con il mondo e con gli altri.

#### 1978 -Il Galateo in Bosco
Uscita alla fine del 1978, la raccolta  Il Galateo in Bosco contiene versi che Zanzotto aveva scritto tra il 1975 e il 1978.

#### 1983 -Fosfeni
La raccolta Fosfeni, la seconda della trilogia, esce nel 1983 e, come scrive Giulio Ferroni [...] ha una struttura meno compatta, si presenta come uno sparso succedersi di provvisorie illuminazioni: la parola "fosfeni", già cara a Zanzotto, indica "vortici di segni e punti luminosi che si avvertono tenendo gli occhi chiusi (e comprimendoli) o anche in situazioni patologiche".
Il paesaggio, che nei versi di Il Galateo in Bosco si riferiva alla terra del poeta, si sposta ora con un movimento di ascesa verso le colline, le nebbie, gli sfondi dolomitici, abitati dal gelo e dalle nevi che si propongono come immagini perfette, fatte di spazio bianco e puro precedente al manifestarsi della scrittura.
Il poeta, con l'ossessione del bianco, fa riferimento agli «alba pratalia» dell'Indovinello veronese come metafora della vera parola che si oppone alla parola ripetitiva dei giornali. Il linguaggio è frantumato e decentrato ma, a tratti, ancora capace di passione e di abbandono, come in Silicio, carbonio, castellieri e in Periscopi, e appaiono anche motivi narrativi ricchi di energia comunicativa.

#### 1986 -Idioma
Nella terza raccolta della trilogia, che esce nel 1986 con il titolo di Idioma e con i testi distribuiti in tre parti, si ritorna al tono colloquiale di Filò, come se il poeta avesse ritrovato una nuova speranza e fiducia nel dire, soprattutto grazie ai componimenti in dialetto della seconda parte.
 Il titolo, ancora una volta significativo, sottolinea il rilievo che la lingua assume nell'uso del parlato concreto. Zanzotto, cosciente dei limiti e dei caratteri contraddittori di questo idioma, rinomina fatti e persone con estrema chiarezza, come se nel rapporto con gli altri avesse finalmente riconosciuto una comune radice.

### 1996 -Meteo
Nel 1996, dopo dieci anni dalla pubblicazione di Idioma esce dalla casa editrice Donzelli un piccolo volume intitolato Meteo, con venti disegni di Giosetta Fioroni.
Il linguaggio utilizzato nelle venti liriche si presenta a volte spezzato, a volte lineare, spesso in dialetto, con annessa la traduzione in italiano come in Marotèi, de matina bonora:
(Marotèi, de matina bonora in Meteo)

### 2001 -Sovrimpressioni
Nel 2001 esce nella collana Lo Specchio di Mondadori il volume dal titolo Sovrimpressioni. 
Il tema centrale di questo eccezionale libro composito è quello della distruzione del paesaggio, dell'ambiente naturale trasformato e dello stesso concetto di natura. Zanzotto vede in questo degrado la perdita di identità di un'epoca. Egli visita tutti i luoghi stravolti, analizza le lingue contaminate, mantenendo tuttavia aperture di speranza e di affetto.
 In questi versi il poeta fa rinascere la dura verità del dialetto e le figure più care del suo passato, come la maestra Morchet
e il Nino, agricoltore e profeta dei suoi colli, personaggio spesso incontrato sul suo percorso, nonché protagonista della sua opera Colloqui con Nino.

### 2009 -Conglomerati
A ottobre del 2009, in occasione dell'ottantottesimo compleanno del poeta e poco dopo la pubblicazione del libro-intervista In questo progresso scorsoio, esce (a otto anni da Sovrimpressioni) Conglomerati, nuova raccolta poetica contenente i componimenti che Zanzotto ha messo insieme tra il 2000 e il 2009; qui il poeta affronta problematiche legate al nostro tempo, sulla scia dei pensieri esposti nella coeva intervista con Marzio Breda.
In numerosi componimenti, partendo dalla caratteristica poetica legata al paesaggio e al mondo veneto, Zanzotto delinea il quadro di un'epoca di sconvolgimenti epocali, arrivando, nella quinta e ultima parte di Fu Marghera (?), ad affermare: Siamo ridotti a così maligne ore / da chiedere implorare / il ritorno della morte / come male minore.

### 2012 -Haiku for a season / Haiku per una stagione
Nel 2012 esce a Chicago e Londra la raccolta inedita bilingue Haiku for a season / Haiku per una stagione, costituita da brevi testi composti dal poeta in inglese, e da lui stesso tradotti in italiano, in forma di pseudo-haiku, che Zanzotto scrisse in una ben precisa «stagione» compositiva, tra primavera ed estate 1984, quando stava iniziando il percorso di scrittura che portò alla raccolta Meteo del 1996.

## Le prose

### Opere narrative

#### 1964 -Sull'altopiano
Scritto tra il 1942 e il 1954 e pubblicato a Venezia da Neri Pozza nel 1964, Sull'Altopiano è un libro in prosa di Zanzotto ed è composto da diverse divagazioni sul tema della solitudine e della diversità.
Il volume è diviso in tre parti: Le signore, Altri racconti e prose, I diari.

##### Le signore
Nel titolo di questa prima parte, Le signore, vi è una voluta "traslazione" dell'"io" nella figura femminile, figura che Zanzotto usa per rimuovere e possibilmente allontanare possibili cause di nevrosi utilizzando una diversa copertura.
La protagonista è Emma Regrin, nata Lungirati, che soffre per un complesso di superiorità che si tramuta in senso di colpa. Perciò si inventa immaginari amanti per poter poi chiedere scusa al marito. Altro personaggio è la signora Zuanil con la sua estrema difesa delle proprie cleptomanie, la vecchia Augusta col rimpianto per il tempo perduto e per una vita mai vissuta, la Direttrice, la signora Wairen e i loro pervertiti amori (tutte figure grottesche trattate con rabbia e sarcasmo).

##### Altri racconti e prose
La seconda sezione di Sull'altopiano, intitolata Altri racconti e prose, è condotta in prima persona. Il paesaggio che fa da protagonista è quello dell'autore con quella terra veneta bagnata dal Piave che ha la voce e i suoni e le bizzarrie del suo fiume.
I personaggi sono deformi e rattrappiti: bassissima e rugosa
è la sorella del parroco in Sull'altopiano; volti oblunghi e magri, denti sporgenti, stature trampoli sono quelli dei Dornus in Parentele ragnatele. Si vive con l'odore di morte sulla pelle, i personaggi sono condannati a morire prima di aver vissuto ed anche la tonalità di queste figure, grigie, meschine, senza luce, sono come la vallata del Piave quando il cielo ha il colore del piombo.
Ne Le forze del mondo l'indicazione del "male di vivere" è maggiore e i richiami alla poesia di E.A. Poe, con i suoi toni pesanti e surreali, sono forti e continui anche se il pessimismo di Zanzotto non è ancora totale perché alla morte si indicano diverse soluzioni, anche se remote.

##### I diari
Nella terza sezione del libro, I diari, sono presenti le precedenti tematiche e la scrittura rimane identica, così come costante la percezione di un'inevitabile solitudine temuta ma nello stesso tempo accettata, come necessaria per vivere.
La parola diario deve essere intesa come testimonianza resa possibile dalla parola, quindi giustificazione del suo esistere come poeta.
Zanzotto giunge così a dare una ragione al suo esistere in questo mondo e tutto il libro è un concentrarsi su un "io" possibile, sul suo "io-poeta".

##### 1964 -Premesse all'abitazione
La produzione in prosa di Zanzotto si presenta piuttosto varia e più simile alla saggistica e alla critica letteraria che alla narrazione.
Come narrazione si presenta però il racconto Premesse all'abitazione, pubblicato nel volume Le sette piaghe d'Italia nello stesso anno della pubblicazione di Sull'altopiano, anche se in realtà posteriore a questo di dieci anni circa.
Il racconto non ha una vera e propria trama ma, più che altro, raccoglie divagazioni sul tema delle peripezie per costruirsi una casa. Sono pagine nevrotiche che rispecchiano la nevrosi dell'italiano piccolo-borghese che deve fare i conti con il suo portafoglio bucato senza riuscirci.
La situazione che viene descritta è tragicomica, ma di una comicità che non induce il riso e il racconto è pervaso di amara ironia.

##### La lingua
Nei racconti di Sull'altopiano, la lingua è piacevole e ricorre a diverse fonti ben gestite su due differenti piani. Da una parte riprende le immagini, i toni e i simbolismi, se pur smorzate di Poe. Kafka, il romanzo surrealista, Buzzati, Rimbaud, Lorca, Verlaine, Charles Baudelaire, Paul Éluard, e dall'altra i motivi ritmici e linguistici anche di riferimento dantesco e leopardiano.

#### 2004 -La storia dello zio Tonto o del Barba Zhucon
In un coloratissimo libro, edito in seconda ristampa nel 2004 nella collana bambini dall'editore Corraini, sono abbinate due storie. La prima, intitolata La storia dello Zio Tonto, è una simpatica favola in italiano per bambini, illustrata dalle immagini di Marco Nereo Rotelli, così come la seconda che viene letta sull'altro versante del libro ed è intitolata La storia del Barba Zhucon. Quest'ultima è scritta in dialetto ed è, come l'autore sottotitola, una libera elaborazione del folclore trevigiano.

#### 2005 -Colloqui con Nino
Nel volume intitolato Colloqui con Nino uscito dall'editore Bernardi nel 2005 Zanzotto ha raccolto le storie del poeta contadino Nino Mura, le sue parabole e le sue profezie. Il libro è corredato da fotografie di Cottinelli.

### I saggi

#### Scritti sulla letteratura
Tutti gli interventi fatti dal poeta su varie riviste e giornali vengono pubblicati in due volumi, uno del 1991 e l'altro del 1994, con i rispettivi titoli Fantasie di avvicinamento
e Aure e disincanti nel Novecento letterario
ristampati nel 2001 dagli Oscar Mondadori con l'aggiunta di alcuni saggi inediti. Dalla lettura dei testi emerge la grande sensibilità di Zanzotto che, con grande capacità inventiva e passione creativa, affianca autori che vanno da Virgilio ai contemporanei, dimostrando la sua attenzione verso molteplici influssi culturali.
Altri testi critici zanzottiani sono sparsi in volumi di altri autori, come prefazioni o postfazioni – come nel caso dell'importante saggio su Hölderlin, Con Hölderlin, una leggenda,
e di quello sull'«erta strada» di Luciano Cecchinel – o in volumi a sé stanti – come l'intervento su Campana.

##### 1991 -Fantasie di avvicinamento
Nel 1991 esce presso Mondadori, con il titolo di Fantasie di avvicinamento, il primo volume contenente gli interventi critici del poeta usciti su riviste e giornali a partire dai primi anni Cinquanta: in esso i saggi su Eugenio Montale, Diego Valeri, Sergio Solmi, Giuseppe Ungaretti, Henri Michaux, Paul Éluard, Giacomo Leopardi, Giacomo Noventa, Piero Jahier, Antonin Artaud, Alessandro Manzoni, Giovanni Comisso, Wilhelm Busch, Sergio Tofano, Joseph Conrad, Carlo Betocchi, Francesco Petrarca, Federico García Lorca, Biagio Marin, Fernando Pessoa, Virgilio Guidi, Ugo Foscolo, Lev Tolstoj, Maulana Gialaloddin Rumi, Virgilio, Umberto Saba, Giacomo Zanella.

##### 1994 -Aure e disincanti nel Novecento letterario
Il secondo volume di saggi esce, sempre da Mondadori, nel 1994 con il titolo di Aure e disincanti nel Novecento letterario. Essi sono dedicati a scrittori nati in questo secolo, come continuazione dei saggi che nel volume precedente dedicava a quelli nati prima del 1900. Gli autori che Zanzotto contempla sono: Mario Luzi, I Novissimi, Elio Vittorini, Vittorio Sereni, Ottiero Ottieri, Guido Piovene, Cesare Ruffato, Alexandros Panagulis, Leonardo Sinisgalli, Ronald D. Laing, Antonio Porta, Silvio Guarnieri, Amelia Rosselli, Giovanni Giudici, Sandro Penna, Pier Paolo Pasolini, Gilles Deleuze, Félix Guattari, Jacques Lacan, Luca Canali, Mario Rigoni Stern, Attilio Bertolucci, Michel Leiris, Giorgio Orelli, Franco Fortini, Jean Tardieu, Fulvio Tomizza, Dino Buzzati, Sergio Antonielli, Goffredo Parise, Nico Naldini, Giuliano Gramigna, Giuseppe Berto, Vincenzo Consolo, Elio F. Accrocca, Breyten Breytenbach, Tommaso Landolfi, Paul Celan, David Maria Turoldo, Cesare Ruffato, Giovanni Raboni, Fernando Bandini, Marco Pola, Alfonso Gatto, Giorgio Caproni, Emilio Villa, Michel Deguy.

##### 2011 -Il mio Campana
Il mio Campana è un volumetto uscito nel 2011 a cura di Francesco Carbognin e con una postfazione di Niva Lorenzini per Clueb, contenente un intervento critico di Zanzotto, pronunciato il 25 maggio 2002 a Bologna sul poeta Dino Campana.

#### 2007 -Eterna riabilitazione da un trauma di cui s'ignora la natura
Nel 2007 per i "Gransassi", dell'editore nottetempo, esce una conversazione di Zanzotto a cura di Laura Barile e Ginevra Bompiani, risultato di incontri tenuti il 17 e 18 agosto 2006 e i successivi 2, 3 e 4 novembre (qui alla presenza del «poeta amico» Luciano Cecchinel). Le divagazioni di Zanzotto affrontano molti dei temi a lui cari negli ultimi anni, dal problema climatico alla religione, ai ricordi e alla propria poetica.

#### 2009 -In questo progresso scorsoio
In questo progresso scorsoio, libro pubblicato nel 2009 è una conversazione di Zanzotto col giornalista coneglianese Marzio Breda, nella quale il poeta racconta sé, la sua poesia e le inquietudini del nostro tempo, viste e vissute dal suo angolo di Veneto.
Oltre all'epigramma In questo progresso scorsoio / non so se vengo ingoiato / o se ingoio, il libro contiene due poesie inedite: Fu Marghera e Rio fu.

#### 2009 -Qualcosa di necessariamente futile
Nello stesso anno, esce un'altra conversazione zanzottiana con Arcangelo Dell'Anna dal titolo Qualcosa di necessariamente futile. Parole su vecchiaia e altro tra un poeta e uno psicoanalista, edito da New Magazine a cura di Francesco Carbognin.